# Menophra biotypica
Menophra biotypica là một loài bướm đêm trong họ Geometridae.